# Batman e la Justice League
Batman e la Justice League (バットマンアンドジャスティスリーグ?, Battoman ando Jasuti Surīgu, Batman and The Justice League) è un manga scritto e disegnato da Shiori Teshirogi basato sull'universo DC Comics. La pubblicazione dei capitoli, a periodicità mensile, è iniziata il 19 giugno 2017 sul Champion Red di Akita Shoten e terminato il 17 maggio 2019.
Il manga è stato annunciato durante la conferenza DC Comics in Giappone per i media e i business partner dalla dirigente DC Entertainment (DCE) Diane Nelson e dal publisher Jim Lee.

## Trama
Gotham City è la città con il più alto tasso di criminalità degli Stati Uniti. Ma Rui Aramiya, un giovane giapponese, è determinato a raggiungerla nella speranza di ritrovare i suoi genitori scomparsi. Appena arrivato, Rui viene attaccato da un poliziotto diventato completamente pazzo. Nonostante il suo talento per la lotta, Rui sembra spacciato, ma arriva Batman a salvarlo. Il Cavaliere Oscuro avvisa il ragazzo: la città è troppo pericolosa per lui, ora che il Joker sta tirando le fila di un nuovo piano criminale aiutato da noti cattivi di questo universo. Batman avrà bisogno così di tutto l'aiuto possibile per riportare la pace a Gotham City e lo farà con l'ausilio della mitica squadra della Justice League.

## Personaggi

### Protagonisti
- Rui Aramiya
- Batman/Bruce Wayne
- Superman/Clark Kent
- WonderWoman/Diana Prince
- Green Lantern/ Hal Jordan
- Aquaman/Arthur Curry

### Antagonisti
- Joker
- Akuro-o
- Lex Luthor
- Ocean Master - Orm
- Sinestro

### Personaggi ricorrenti
- Tenente Gordon
- Alfred
- Coniugi Aramiya

## Pubblicazione
I capitoli di Batman e la Justice League sono stati pubblicati in Giappone sul Champion Red di Akita Shoten a cadenza mensile talvolta con la presenza di pagine a colori e/o capitoli speciali che narrano le origini dei componenti della Justice League. In seguito sono raccolti in volumi tankōbon.
La serie ha debuttato in Francia il 3 novembre 2017 in formato tankobon in anteprima mondiale a cura della casa editrice Kana. La particolarità di questa edizione è la poca distanza dalla versione giapponese perpetrata anche per il volume 2 che uscirà a una settimana di distanza dall'edizione di Akita Shoten. Le copertine sono differenti dalla versione giapponese e sono la riproposizione delle pagine a colori della rivista Champion Red. Secondo MangaMag il primo volume della serie ha performato in maniera eccellente sul suolo francese con 9 000 copie a pochi mesi dal debutto. Il manga viene pubblicato in Italia a partire dal luglio 2018 da RW Edizioni (inizialmente annunciato per maggio) in Brasile da Panini Comics a partire da agosto 2018 e negli USA dal 23 ottobre 2018 da DC Comics.
Negli Stati Uniti l'opera è stata oggetto di anteprima in una loot box con altri prodotti di differenti serie. Il volume conteneva i primi due capitoli, un'art gallery, degli sketch a matita dei capitoli, poche pagine di anteprima del capitolo tre, un'intervista all'autrice in due pagine e una foto della stessa. In allegato anche un poster in precedenza già venduto in abbinamento con il Champion Red assieme a un poster di Ivan Reis.
Al termine del primo anno di pubblicazione internazionale il primo tomo USA si classifica primo nella classifica dei manga più venduti del mese di uscita e diciottesimo nella classifica dei manga più venduti in USA per l'anno 2018. Per la Francia invece i primi 2 tomi han raggiunto il traguardo di 25 mila copie vendute.

### Volumi
| 1 | 20 novembre 2017 | ISBN 978-4-253-23709-3 | 14 luglio 2018  | ISBN 978-88-6712-820-4 |
| 1 | Capitoli - 1. Il ragazzo venuto dal Giappone (日本 から来た少年?, Nihon kara kita shōnen) - 2. Gaia Juice ( ?, ) - 3. Lex Luthor ( ?, ) - 4. Ocean Master ( ?, ) |                        |                 |                        |
| 1 | Trama Un ragazzino giapponese viaggia a Gotham City in missione per far luce sulla presunta morte dei suoi genitori, entrambi scienziati, deceduti nell'esplosione di una centrale elettrica. Ma Rui, questo il suo nome, crede che possano essere ancora vivi ed è determinato a scoprire cosa sia realmente accaduto. La sua ricerca presto lo porterà a scontrarsi con alcune potenti forze che necessiteranno l'intervento di Batman e la Justice League!                                                                                                 |                        |                 |                        |
| 2 | 20 aprile 2018 | ISBN 978-4-253-23710-9 | 2 novembre 2019 | ISBN 978-88-6712-891-4 |
| 2 | Capitoli - 5. Re di Atlantide (アトランティスの王?, Atorantisu no ō) - 6. (る者 ?, ) - 7. - 8. - 9. Onde mentali (思いの波?, Omoi no nami) |                        |                 |                        |
| 2 | Trama Rui conosce ora la verità sulla scomparsa dei suoi genitori, ma la lotta per la sua famiglia è appena iniziata. La mossa di Joker e Lex Luthor, per sfruttare i poteri magici delle Ley Line sotto Gotham City, è in corso e ora hanno reclutato un nuovo alleato per il loro piano: Ocean Master! Mentre Batman e la Justice League combattono per tenere Joker a bada, Aquaman deve andare contro suo fratello per evitare che Gotham City venga spazzata via. Solo Rui e sua madre hanno la chiave per fermare la trama mistica una volta per tutte! |                        |                 |                        |
| 3 | 18 gennaio 2019 | ISBN 978-4-253-23743-7 | 9 novembre 2019 | ISBN 978-88-6712-901-0 |
| 3 | Capitoli - 10. - 11. Mascherare (仮面?, Kamen) - 12. Paura (恐怖?, Kyōfu) - 13. - 14. - 15. - Justice League Origin - Aquaman |                        |                 |                        |
| 3 | Trama Incoraggiato da Joker e sotto schiavitù delle Ley Line, il fratellastro di Aquaman, Orm, ha evocato un'enorme marea per sommergere Gotham City. Batman e Aquaman si impegnano in battaglia con Ocean Master per cercare di fermare questa distruzione. Mentre Aquaman cerca di far ragionare Orm, Batman è determinato a fermarlo con ogni mezzo necessario. Superman si unisce alla mischia, ma la sfida diventa ancora più grande quando il misterioso oni noto come Akuro-o evoca un serpente gigante per ingaggiare battaglia con gli eroi.         |                        |                 |                        |
| 4 | 19 luglio 2019 | ISBN 978-4-253-23744-4 | 7 marzo 2020    | ISBN 978-88-6712-904-1 |
| 4 | Capitoli - 16. - 17. - 18. - 19. - 20. Cyborg Superman (サイボーグスーパーマン?, Saibōgu Sūpāman) - 21. Il Dio della Guera Ares!! (戦神アレス!!?, Ikusagami Aresu!!) |                        |                 |                        |
| 4 | Trama Nuovi villain arrivano sulla scena: Sinestro, Reverse-Flash e Cyborg Superman. Lex Luthor e Joker decidono così di unirli tutti in una Injustice League affinché si scontrino con il gruppo degli eroi. Nel frattempo, il punto nevralgico della più grande congestione di Ley Line sulla Terra si rivela essere sotto la Batcaverna. Rui, sotto la protezione di Wonder Woman, deve sottoporsi a un rituale per salvare i suoi genitori e forse il mondo stesso.                                                                                       |                        |                 |                        |

#### Capitoli non ancora in formatotankōbon
- 22.
- 23. (FINE)

#### Speciali non ancora in formatotankōbon
- Justice League Origin - Wonder Woman
- Justice League Origin - Green Lantern
- Justice League Origin - Cyborg
- Justice League Origin - Flash
- Justice League Origin - Superman
- Justice League Origin - Batman